# Tapeina hylaeana
Tapeina hylaeana är en skalbaggsart som beskrevs av Luciane Marinoni 1972. Tapeina hylaeana ingår i släktet Tapeina och familjen långhorningar. Inga underarter finns listade i Catalogue of Life.